# レジストレーション (印刷・映像)
レジストレーション (registration) は、カラー印刷、両面印刷、カラー表示などで、各色や表裏などのずれをなくすこと。
レジストレーションが不完全でずれがあることを、ミスレジストレーション、レジストレーションずれなどという。

## カラー印刷のレジストレーション
カラー印刷では、全版100%（CYMKではC:100%、Y:100%、M:100%、K:100%）の色（レジストレーションカラー）で、マークや文字（レジストレーションマーク）を印刷し、それがずれないようにすることで色版ごとのずれをなくす。

## カラー映像のレジストレーション
カラーテレビ、カラーディスプレイ、カラービデオカメラなどでも、カラー印刷と同様にレジストレーションは必要になる。
カラーテレビやカラーディスプレイでは、表示原理によっては、原理的になくすことができない微細なミスレジストレーションが残る。サブピクセルレンダリング（メイリオのClearTypeはその例）は、そのミスレジストレーションを積極的に利用して、解像度を高める技術である。

## 画像レジストレーション
別の手段で、あるいは別の時期に撮影・作成された複数の画像を合成して表示する際にも、レジストレーションは必要になる。
たとえば、X線写真と通常の写真、空中写真と地図など。